# Viaggio nel tempo (Geronimo Stilton)
Viaggio nel tempo è uno dei libri della saga di Geronimo Stilton. Uscito per la prima volta nel 2002, è uno dei più venduti della serie edita da Piemme.

## Trama
Il libro racconta di Geronimo e la sua famiglia che, assieme al Professor Volt, viaggiano nel tempo in tre diverse epoche: nella Preistoria, nell'antico Egitto e nel Medioevo.

## Edizioni
- Elisabetta Dami, Viaggio nel tempo, Piemme, 2002,  p. 294, ISBN 88-384-7904-6.